# دايسوكي فوكوشيما
دايسوكي فوكوشيما (باليابانية: 福島大輔) هو فارس ‏ ياباني، ولد في 20 سبتمبر 1977 في ساكورا في اليابان.

## وصلات خارجية
- دايسوكي فوكوشيما على موقع الاتحاد الدولي للفروسية (الإنجليزية)
- دايسوكي فوكوشيما على موقع FEI (رابط بديل) (الإنجليزية)
- دايسوكي فوكوشيما على موقع اللجنة الأولمبية الدولية (الإنجليزية)
- دايسوكي فوكوشيما على موقع أوليمبيديا (الإنجليزية)